# Opsilia prasina
Opsilia prasina är en skalbaggsart som först beskrevs av Edmund Reitter 1911.  Opsilia prasina ingår i släktet Opsilia och familjen långhorningar.
Artens utbredningsområde är Iran. Inga underarter finns listade i Catalogue of Life.